# Syd Field

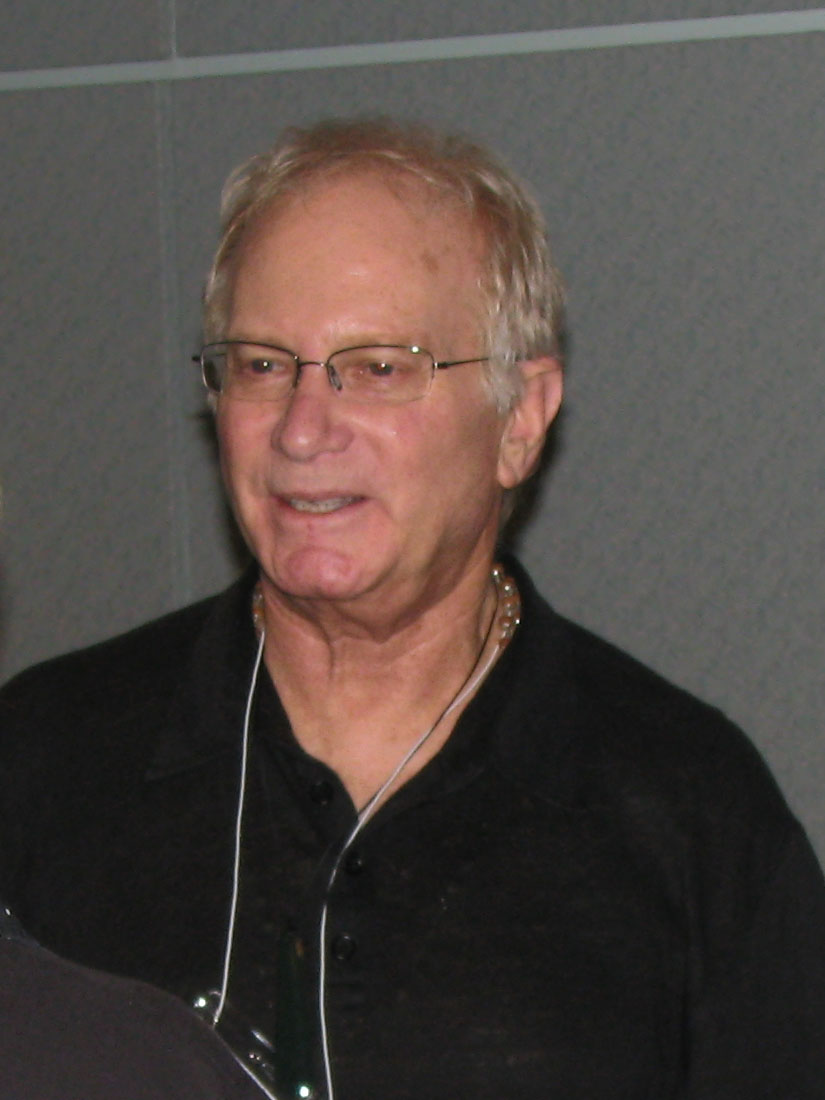
Syd Field (2008)

Sydney Alvan Field (* 19. Dezember 1935 in Hollywood, Kalifornien; † 17. November 2013 in Beverly Hills, Kalifornien) war ein US-amerikanischer Sachbuchautor, der sich mit der Technik des Verfassens von Drehbüchern beschäftigte.

## Leben und Wirken
Syd Field lehrte in den 1980er Jahren Drehbuchschreiben an der USC School of Cinematic Arts in Los Angeles. Zu seinen dortigen Schülern gehörten John Singleton und David S. Goyer.
Syd Field schrieb Bücher und hielt Vorträge, die Drehbuchautoren helfen, Drehbücher zu schreiben, die für die amerikanische Filmindustrie interessant sind.
Fields Konzepte zum Schreiben eines Drehbuchs waren auch bei den Produzenten in Hollywood sehr angesehen, um Konzepte für erfolgreiche Hollywood-Drehbücher zu erstellen.
Fields wichtigster Beitrag zu dem Themengebiet war die Aufteilung eines Drehbuchs in die „Drei-Akt-Struktur“ (im Rückgriff auf Aristoteles).
Bei dieser Aufteilung eines Drehbuchs beginnt ein Drehbuch in der ersten halben Stunde mit Eingangsinformationen zu den Personen und der Hintergrundgeschichte. Danach erreicht die Handlung des Films einen „Plot Point“, der dem Protagonisten des Films ein Ziel vorgibt, welches er erreichen muss. Die Hälfte des Films versucht der Held des Films sein Ziel zu erreichen, den Field auch die „Confrontation Periode“ nennt. Das letzte Viertel des Films dient dem Finale des Films, der mit dem Abschluss des Films endet.
Er verstarb im November 2013 im Alter von 77 Jahren in Beverly Hills an einer hämolytischen Anämie.

## Schriften (Auswahl)
- Das Handbuch zum Drehbuch. Übungen und Anleitungen zu einem guten Drehbuch (The screenwriters workbook, 1984). 13. Aufl. Zweitausendeins, Frankfurt/M. 2001, ISBN 3-86150-035-3 (EA Frankfurt/M. 1991).
- Drehbuchschreiben für Fernsehen und Film. Ein Handbuch für Ausbildung und Praxis. 4. Aufl. Ullstein, Berlin 2006, ISBN 3-548-36473-X (EA Berlin 2001).
- Das Drehbuch. Die Grundlagen des Drehbuchschreibens. Schritt für Schritt vom Konzept zum fertigen Drehbuch (Screenplay. The foundations of screenwriting, 1999). Überarbeitete und erweiterte Neuausgabe. Autorenhaus Verlag, Berlin 2007, ISBN 978-3-86671-019-1.
- Die häufigsten Probleme beim Drehbuchschreiben und ihre Lösungen (The screenwriters' problem solver, 1998). Neuausgabe. Autorenhaus Verlag, Berlin 2008, ISBN 978-3-86671-030-6.
- Selling a screenplay. The screenwriter's guide to Hollywood Field. Delacorte Press, New York 1989, ISBN 0-385-29859-5.